# Dionay
Dionay è un comune francese soppresso e frazione del dipartimento dell'Isère della regione dell'Alvernia-Rodano-Alpi. Dal 1º gennaio 2016 si è fuso con il comune di Saint-Antoine-l'Abbaye.

## Società

### Evoluzione demografica
Abitanti censiti